# Horta d'Hortoneda
L'Horta d'Hortoneda és una partida rural del terme municipal de Conca de Dalt, a l'antic terme d'Hortoneda de la Conca), al Pallars Jussà. És en territori del poble d'Hortoneda.
Està situada al nord d'Hortoneda, a llevant dels Serrats, al nord-est dels Horts de la Font del Cabrer i al sud-oest del Solà d'Hortoneda, al nord-oest dels Ribots. El Camí del Solà passa pel costat de migdia de l'horta.